# Leiothrix fluitans
Leiothrix fluitans là một loài thực vật có hoa trong họ Eriocaulaceae. Loài này được (Mart. ex Körn.) Ruhland mô tả khoa học đầu tiên năm 1903.